# NGC 3778
NGC 3778 је елиптична галаксија у сазвежђу Кентаур која се налази на NGC листи објеката дубоког неба.
Деклинација објекта је - 50° 42' 56" а ректасцензија 11h 38m 21,4s. Привидна величина (магнитуда) објекта NGC 3778 износи 13,1 а фотографска магнитуда 14,1. NGC 3778 је још познат и под ознакама ESO 216-26, AM 1135-502, PGC 36051.